# Аблотиа, Вячеслав Андреевич
Вячеслав Андреевич Аблотиа (19 октября 1942, Гудаута, Абхазская АССР, Грузинская ССР, СССР) — советский, грузинский и абхазский актёр театра и кино, режиссёр дубляжа, режиссёр и сценарист, Заслуженный артист  Абхазской АССР (1974), Народный артист Абхазии
 .

## Биография
Родился 19 октября 1942 года в Гудауте.
В 1963 году поступил на актёрский факультет Тбилисского театрального института имени Руставели, который он окончил в 1968 году, а в 1979 году поступил на Высшие курсы режиссёров и сценаристов в Москве, которые он окончил в 1981 году.
В 1968 году был принят в труппу Сухумского драматического театра имени Чанбы, где прослужил вплоть до 1979 года.
В 1982 году был принят в состав киностудии Грузия-фильм в качестве режиссёра-постановщика.
В 1989 году переехал в Сухум, где основал киностудию Абхазфильм, там же поставил фильм Колчерукий. В качестве режиссёра-постановщика снял ряд научных телефильмов. Также работал и в дубляже — перевёл на абхазский язык советские мультфильмы: Бременские музыканты, Зима в Простоквашино, Как львёнок и черепаха пели песню, Каникулы в Простоквашино, Карлсон вернулся, Малыш и Карлсон, По следам Бременских музыкантов Трое из Простоквашино, а также ряд художественных фильмов, актёры дубляжа Абхазского государственного драматического театра озвучили героев мультфильмов, а также спели песни Винни-Пуха и героев Бременских музыкантов на абхазском языке.

## Фильмография

### Актёр
- 1972 — Синие зайцы, или Музыкальное путешествие
- 1975 — У самого Чёрного моря
- 1975 — Белый башлык — Анзор
- 1977 — В ночь на новолуние — Шахан
- 1985 — Чегемский детектив — Даур
- 2012 — Большая ржака — пастух в горах
- 2019 — Спасибо деду за Победу — священник

### Режиссёр
- 1982 — Белый конь лучший?
- 1986 — Сувенир
- 1992 — Колчерукий + сценарист